# Copa América de hockey sobre patines masculina de 2007
La I Copa América de hockey sobre patines masculina se disputó en la ciudad brasileña de Recife, en el estado de Pernambuco, entre el 29 de octubre y el 3 de noviembre de 2007. En la competición participaron las selecciones de hockey sobre patines de Argentina, Brasil, Cataluña, Colombia, Chile, Estados Unidos. Cabe apuntar que se trata del primer campeonato oficial masculino en el que tomó partido la selección de Cataluña de hockey sobre patines como miembro adherido de la Confederación Sudamericana de Patín (CSP), ya que en categoría femenina ya había disputado las ediciones de 2006 y 2007. Por su parte, las selecciones de los Estados Unidos y de Sudáfrica participaron en calidad de equipos invitados por la CSP. En el caso del equipo africano, fue la primera ocasión en la que disputaba el torneo, mientras que la selección norteamericana ya había participado en la edición femenina de ese mismo año. El campeonato fue ganado por Argentina, que derrotó en la final a Cataluña, la otra favorita al título.

## Competición
Durante la mañana del primer día de competición, los equipos participantes tuvieron la oportunidad de probar el pabellón del Club Português do Recife, pista en la que se disputaron todos los partidos del campeonato. Los primeros en probar la pista fueron los sudafricanos (9:00 h), seguidos por los argentinos (9:15 h), los catalanes (9:30 h), los chilenos (9:45 h), los colombianos (10:00 h) y los estadounidenses (10:15 h).
El sábado 3 de noviembre, la CSP convocó una reunión extraordinaria informativa para anunciar, entre otras cosas, las próximas sedes de la Copa América. Se decidió que la competición pasaría a tener un carácter bienal y se hicieron públicas las elecciones de Argentina para la celebración de la competición en 2008, de Cataluña en 2010, Colombia en 2012 y Chile en 2014. También se anunció que la competición femenina de 2011 se celebraría en Brasil, ya que la sede de 2009, Colombia, ya se había anunciado tras finalizar la Copa América femenina de 2007. A esa reunión asistieron Armando Quintanilla, presidente de la CSP, Marisol Andrade, vicepresidenta, y los delegados de Argentina, Colombia, Chile, Brasil y Cataluña, además de los de las selecciones invitadas a la competición. Además de asignar las sedes de las próximas ediciones, se ofreció a los Estados Unidos y a Sudáfrica la posibilidad de unirse a la CSP como miembros adheridos con las mismas condiciones que Cataluña, es decir, con derecho de voz, pero no de voto, tras lo que ambos países realizaron su solicitud.
Los árbitros designados para pitar los partidos de esta edición de la Copa América fueron Leandro Agra (Brasil), Jim Jost (Estados Unidos), Romario Soares (Brasil), Eduardo Díaz (Chile), Luis Antonio (Brasil) y Gerard Gorina (España).
La competición tuvo importante repercusión en Cataluña, al ser la primera competición internacional a nivel absoluto en el que tomaba partido la selección masculina de hockey, aunque anteriormente ya había ganado el Campeonato mundial de hockey patines masculino "B" de 2004 disputado en Macao. La Televisión de Cataluña transmitió seis de los ocho partidos que disputó la selección catalana. Todos ellos fueron transmitidos en directo y la mayoría de ellos por el Canal 33, a excepción de la final que fue emitida por TV3. Los partidos emitidos fueron los disputados por Cataluña contra Argentina (23:30 h del lunes 29), Colombia (23:30 h del martes 30), Estados Unidos (16:00 h del miércoles 31), Brasil (23:45 h del jueves 1), Chile (23:00 h del viernes 2) y Argentina (24:00 h del sábado 3).

## Participantes
| Equipos | Equipos        |
| ------- | -------------- |
|         | Argentina      |
|         | Brasil         |
|         | Cataluña       |
|         | Colombia       |
|         | Chile          |
|         | Estados Unidos |
|         | Sudáfrica      |

### Argentina
La selección de Argentina, cuatro veces campeona mundial de hockey sobre patines (1978, 1984, 1995 y 1999), se presentó al campeonato como una clara aspirante al título tras haber logrado el tercer puesto en el Campeonato mundial de 2007 disputado en Montreux, Suiza. Sin embargo, el seleccionador argentino, Daniel Cocinero, llevó al equipo Sub-20 de cara a preparar el tercer Campeonato mundial de hockey patines masculino Sub-20 que iba a disputarse un mes después en la ciudad de Santiago de Chile. La delegación argentina viajó a Brasil el 27 de octubre.
| Nombre               | Equipo                      |
| -------------------- | --------------------------- |
| Gonzalo Aguirre (p)  | Concepción Patín Club       |
| Javier Morilla       | Olimpia Patín Club          |
| Lucas Escary         | Club Ciudad de Buenos Aires |
| Matías Pascual       | Olimpia Patín Club          |
| Pablo Saavedra       | U. V. Trinidad              |
| Lucas Ordóñez        | Banco Hispano               |
| Francisco Roca       | U. V. Trinidad              |
| Lucas Martínez       | Club Petroleros YPF         |
| Michael Marín        | Concepción Patin Club       |
| Valentín Grimalt (p) | Club Petroleros YPF         |
| Daniel Cocinero      | seleccionador               |

### Brasil
La selección brasileña intentó llevar a los mejores jugadores del país y era considerada una de las favoritas con Argentina y Cataluña y con el aliciente añadido de jugar como local.La federación brasileña intentó contar con los jugadores que competían en Europa, entre los que destacaban "Cacau" y "Didí", y Bruno Matos, que jugaban en Portugal. Sus últimos resultados en competiciones oficiales habían sido un octavo puesto en el Campeonato mundial de hockey patines masculino de 2005 y el séptimo puesto en el de 2007.
| Nombre                   | Equipo                        |
| ------------------------ | ----------------------------- |
| A. Paludo Rieger (p)     | Club Português do Recife      |
| Jackson Nascimento       | Club Português do Recife      |
| Marcelo Soares           | Sport Club do Recife          |
| Breno Vieira             | Clube Náutico Capibaribe      |
| Cláudio Selva "Cacau"    | Óquei Clube de Barcelos       |
| Kleber Gembre            | Sertãozinho Hóquei Clube      |
| Bruno Matos              | Candelária Sport Clube        |
| Jurandir da Silva "Didí" | Associação Juventude de Viana |
| Antonio D'Azevedo        | Sport Club do Recife          |
| Eduardo Souto (p)        | Sport Club do Recife          |
| Leónidas Agra            | seleccionador                 |

### Cataluña
Cataluña era una de las selecciones favoritas a ganar el título; había ganado el Campeonato mundial de hockey patines masculino "B" de 2004 disputado en Macao, y la Golden Cup de 2004 y de 2005, y había logrado el tercer puesto en las ediciones de 2006 y 2007. Dada la coincidencia de la Copa América con la disputa de la OK Liga de España -por lo que se perdieron dos partidos de liga- los clubes catalanes de la liga española acordaron ceder un solo jugador cada uno de ellos, excepto el F. C. Barcelona, que cedió dos, con lo que el combinado catalán se nutría de nueve equipos distintos. La competición suponía el debut oficial en la selección de Xavier Lladó y Oriol Pons, quien debutó contra Sudáfrica. Ivan Tibau, capitán del equipo, era el único jugador que repetía tras el Mundial "B" de Macao.
Antes de partir hacia Brasil, el combinado catalán fue recibido y animado por la Secretaria General de Deportes, Anna Pruna, en un acto celebrado el 25 de octubre en el Museo Colet y que contó con la presencia del presidente de la Federación Catalana, el seleccionador y los jugadores. La expedición catalana, liderada por Judit Martínez, cabeza de la expedición de la Federación Catalana, se trasladó a Recife a primera hora de la mañana del 28 de octubre. La expedición regresó al Aeropuerto de Barcelona el 5 de noviembre. El viernes 9 de noviembre, la Secretaria General de Deportes, Anna Pruna, y el Consejero de la Vicepresidencia de la Generalidad de Cataluña, Josep-Lluís Carod-Rovira, recibieron a la selección catalana en el Palacio de la Generalidad de Cataluña. El presidente de la Federación Catalana de Patinaje, Ramon Basiana, aprovechó la ocasión para agradecer a los clubes la cesión de sus jugadores.
| Nombre            | Equipo                      |
| ----------------- | --------------------------- |
| Octavi Tarrés (p) | FC Barcelona                |
| Ivan Tibau        | Club Hoquei Lloret          |
| Miquel Masoliver  | FC Barcelona                |
| Jordi Molet       | Reus Deportiu               |
| Marc Navarro      | Igualada Hoquei Club        |
| Albert Casanovas  | Club Patí Vilanova          |
| Xavi Lladó        | Blanes Hoquei Club Fundació |
| Eloi Mitjans      | Club Esportiu Noia          |
| Jordi Carbó       | Club Patí Vic               |
| Oriol Pons        | Club Patí Voltregà          |
| Jordi Camps       | seleccionador               |

### Colombia
Tras haber descendido de categoría en el Campeonato mundial de hockey patines masculino de 2007, en el que quedó en 14.ª posición, Colombia fue la última selección en inscribirse e incluso se llegó a dudar de su participación. Finalmente se presentó al evento con un equipo de jóvenes jugadores, cuya media de edad era poco superior a los dieciocho años, buscando preparar el Campeonato mundial de hockey patines masculino Sub-20 de 2007. Su resultado más destacable había sido su victoria en el Campeonato mundial de hockey patines masculino "B" de 2002.
| Nombre                | Equipo                     |
| --------------------- | -------------------------- |
| David Saldarriaga (p) | Antioquia                  |
| Nicolás Vasques       |                            |
| Santiago Lizcano      | Bogotá                     |
| Raul Rigoza           | Patín Sport                |
| José Naranjo          | Club Deportivo Corazonista |
| Sebastián Valencia    |                            |
| Luis Cifuentes        | Club Deportivo Corazonista |
| Nelson Ponce          |                            |
| David Bustamante      | Antioquia                  |
| Dario Falla (p)       | Campana Hockey Club        |
| Mauricio Semeraro     | seleccionador              |

### Chile
.Tras haber descendido de categoría en el Campeonato mundial de hockey patines masculino de 2007, en el que quedó en 14.ª posición,1 Colombia fue la última selección en inscribirse e incluso se llegó a dudar de su participación. Finalmente se presentó al evento con un equipo de jóvenes jugadores, cuya media de edad era poco superior a los dieciocho años,18 buscando preparar el Campeonato mundial de hockey patines masculino Sub-20 de 2007.19 Su resultado más destacable había sido su victoria en el Campeonato mundial de hockey patines masculino "B" de 2002.1
| Nombre                | Equipo                                |
| --------------------- | ------------------------------------- |
| Miguel González (p)   |                                       |
| Diego Miranda         | Universidad Católica                  |
| Nicolás Fernández     | Saint Mary Joseph Hockey Club         |
| Alonso Jiménez        | Club de Hockey San Agustín            |
| Ricardo Cáceres       | Club de Hockey Estudiantil San Miguel |
| Nicolás Flores        | Club Hockey Thomas Bata               |
| Abraham Paredes       | Club de Hockey Estudiantil San Miguel |
| Juan Pablo la Torre   |                                       |
| Nicolás del Campo     | Universidad Católica                  |
| Bastián Osorio        |                                       |
| Marcelo Calabrese     |                                       |
| Javier Villalobos (p) | Saint Mary Joseph Hockey Club         |
| Rodolfo Oyola         | seleccionador                         |

### Estados Unidos
Estados Unidos se tomó la competición como una forma de preparar el Campeonato mundial de hockey patines masculino "B" de 2008 que iba disputarse en Sudáfrica. Su última aparición internacional había sido en el Campeonato mundial de hockey patines masculino de 2007, en el que finalizó en 16º lugar y descendió de categoría.
| Nombre              | Equipo                 |
| ------------------- | ---------------------- |
| Chad White (p)      | Merced Knights         |
| Chris Gibson        | Merced Knights         |
| Dylan Sordahl       | Olympia Warriors       |
| Wayne Taylor        | Merced Knights         |
| Nicholas Robinson   | Merced Knights         |
| Cameron Torvik      |                        |
| Kevin Hayes         | Merced Knights         |
| Kevin Lemons        | Decatur Flaming Eagles |
| Collin Runnels      | Klamath Falls          |
| Leonard Burnett (p) | Merced Knights         |
| Donald Lloyd Allen  | seleccionador          |

### Sudáfrica
Sudáfrica participó en el evento en calidad de invitado. Llegaba tras haber logrado el quinto puesto en el Campeonato mundial de hockey patines masculino "B" de 2006, y afrontaba la competición como una prueba de cara al Campeonato mundial de hockey patines masculino Sub-20 de 2007 y al Campeonato mundial de hockey patines masculino "B" de 2008.
| Nombre               | Equipo        |
| -------------------- | ------------- |
| Sérgio de Araújo (p) |               |
| Miguel de Andrade    |               |
| Cláudio de Araújo    |               |
| Fernando Maia        |               |
| Dean Boniface        |               |
| Raul Teixeira        |               |
| Richard Gonçalves    |               |
| Justin da Costa      |               |
| Nelson Mendes        |               |
| Marco Von Tonder (p) |               |
| Luís Cunha           | seleccionador |

## Fase regular

### Leyenda
| Pts = Puntos totales PJ = Partidos jugados PG = Partidos ganados PE = Partidos empatados PP = Partidos perdidos GF = Goles a favor |  | GC = Goles en contra DG = Diferencia de goles (GF-GC) Resaltado en verde = Equipo clasificado para la segunda fase. Resaltado en rojo = Equipo eliminado para la segunda fase. (p) = Gol de penalti (fd) = Gol de falta directa |  |  |

### Clasificación
| Equipo         | Pts | PJ | PG | PE | PP | GF | GC | DG  |
| -------------- | --- | -- | -- | -- | -- | -- | -- | --- |
| Cataluña       | 18  | 6  | 6  | 0  | 0  | 48 | 5  | +43 |
| Brasil         | 13  | 6  | 4  | 1  | 1  | 33 | 15 | +18 |
| Argentina      | 11  | 6  | 3  | 2  | 1  | 47 | 18 | +29 |
| Chile          | 10  | 6  | 3  | 1  | 2  | 34 | 14 | +20 |
| Sudáfrica      | 4   | 6  | 1  | 1  | 4  | 18 | 39 | -21 |
| Colombia       | 4   | 6  | 1  | 1  | 4  | 15 | 39 | -24 |
| Estados Unidos | 0   | 6  | 0  | 0  | 6  | 8  | 73 | -65 |

### Resultados
| 29 de octubre de 2007 17:30 |     |           |                                                             |
| Chile                       | 8-1 | Sudáfrica | Pabellón del Club Portugués de Recife Árbitros: Asistencia: |
|                             |     |           | Pabellón del Club Portugués de Recife Árbitros: Asistencia: |

| 29 de octubre de 2007 18:45 |                           |  |                                       |
|                             | Ceremonia de inauguración |  | Pabellón del Club Portugués de Recife |
|                             |                           |  | Pabellón del Club Portugués de Recife |

| 29 de octubre de 2007 19:30     |     |                                                   |                                                                                                  |
| Argentina                       | 3-6 | Cataluña                                          | Pabellón del Club Portugués de Recife Árbitros: L. Agra y J. Jost Asistencia: 1.500 espectadores |
| Roca 9' Morilla 13' Ordóñez 24' |     | Mitjans 13' 33' 35' Tibau 24' Molet 26' Lladó 37' | Pabellón del Club Portugués de Recife Árbitros: L. Agra y J. Jost Asistencia: 1.500 espectadores |

| 29 de octubre de 2007 20:45 |     |                |                                                                               |
| Brasil                      | 9-3 | Estados Unidos | Pabellón del Club Portugués de Recife Árbitros: Asistencia: 1700 espectadores |
|                             |     |                | Pabellón del Club Portugués de Recife Árbitros: Asistencia: 1700 espectadores |

| 30 de octubre de 2007 08:30                                                          |      |           |                                                                                 |
| Cataluña                                                                             | 10-1 | Sudáfrica | Pabellón del Club Portugués de Recife Árbitros: R. Soares y J. Jost Asistencia: |
| Tibau 7', 24', 29' Molet 12', 18' Lladó 12' Masoliver 27', 27' Carbó 32' Mitjans 32' |      | Maia 39'  | Pabellón del Club Portugués de Recife Árbitros: R. Soares y J. Jost Asistencia: |

| 30 de octubre de 2007 10:00 |     |       |                                                             |
| Argentina                   | 1-1 | Chile | Pabellón del Club Portugués de Recife Árbitros: Asistencia: |
|                             |     |       | Pabellón del Club Portugués de Recife Árbitros: Asistencia: |

| 30 de octubre de 2007 12:00 |     |          |                                                             |
| Brasil                      | 8-2 | Colombia | Pabellón del Club Portugués de Recife Árbitres: Asistencia: |
|                             |     |          | Pabellón del Club Portugués de Recife Árbitres: Asistencia: |

| 30 de octubre de 2007 17:30 |      |                |                                                             |
| Argentina                   | 22-1 | Estados Unidos | Pabellón del Club Portugués de Recife Árbitros: Asistencia: |
|                             |      |                | Pabellón del Club Portugués de Recife Árbitros: Asistencia: |

| 30 de octubre de 2007 19:30                                                                    |      |          |                                                                                    |
| Cataluña                                                                                       | 11-0 | Colombia | Pabellón del Club Portugués de Recife Árbitros: R. Soares y L. Antonio Asistencia: |
| Mitjans 6' Molet 8', 31', 38' Lladó 9' Navarro 10' Tibau 11', 11', 27' Carbó 14' Masoliver 27' |      |          | Pabellón del Club Portugués de Recife Árbitros: R. Soares y L. Antonio Asistencia: |

| 30 de octubre de 2007 20:45 |     |       |                                                             |
| Brasil                      | 3-1 | Chile | Pabellón del Club Portugués de Recife Árbitros: Asistencia: |
|                             |     |       | Pabellón del Club Portugués de Recife Árbitros: Asistencia: |

| 31 de octubre de 2007 08:30 |     |          |                                                             |
| Argentina                   | 9-3 | Colombia | Pabellón del Club Portugués de Recife Árbitros: Asistencia: |
|                             |     |          | Pabellón del Club Portugués de Recife Árbitros: Asistencia: |

| 31 de octubre de 2007 10:00 |     |           |                                                             |
| Brasil                      | 7-2 | Sudáfrica | Pabellón del Club Portugués de Recife Árbitros: Asistencia: |
|                             |     |           | Pabellón del Club Portugués de Recife Árbitros: Asistencia: |

| 31 de octubre de 2007 12:00 |      | |                                                                                                 |
| Estados Unidos              | 0-13 | Cataluña                                                                                                 | Pabellón del Club Portugués de Recife Árbitros: L. Agra y E. Díaz Asistencia: 1000 espectadores |
|                             |      | Navarro 4', 11', 29' Casanovas 6' Masoliver 12', 16', 35' Molet 15', 32', 33' Tibau 26', 29' Mitjans 30' | Pabellón del Club Portugués de Recife Árbitros: L. Agra y E. Díaz Asistencia: 1000 espectadores |

| 31 de octubre de 2007 17:30 |     |          |                                                             |
| Chile                       | 8-3 | Colombia | Pabellón del Club Portugués de Recife Árbitros: Asistencia: |
|                             |     |          | Pabellón del Club Portugués de Recife Árbitros: Asistencia: |

| 31 de octubre de 2007 19:30 |     |           |                                                             |
| Estados Unidos              | 3-8 | Sudáfrica | Pabellón del Club Portugués de Recife Árbitros: Asistencia: |
|                             |     |           | Pabellón del Club Portugués de Recife Árbitros: Asistencia: |

| 31 de octubre de 2007 20:45 |     |                                  |                                                             |
| Brasil                      | 4-4 | Argentina                        | Pabellón del Club Portugués de Recife Árbitros: Asistencia: |
| "Cacau" (2) "Didí" Bruno    |     | Lucas Ordóñez (3) Lucas Martínez | Pabellón del Club Portugués de Recife Árbitros: Asistencia: |

| 1 de noviembre de 2007 08:30 |     |          |                                                             |
| Estados Unidos               | 0-4 | Colombia | Pabellón del Club Portugués de Recife Árbitros: Asistencia: |
|                              |     |          | Pabellón del Club Portugués de Recife Árbitros: Asistencia: |

| 1 de noviembre de 2007 10:00 |     |           |                                                             |
| Argentina                    | 8-3 | Sudáfrica | Pabellón del Club Portugués de Recife Árbitros: Asistencia: |
|                              |     |           | Pabellón del Club Portugués de Recife Árbitros: Asistencia: |

| 1 de noviembre de 2007 12:00 |     |                                                 |                                                                                  |
| Chile                        | 1-5 | Cataluña                                        | Pabellón del Club Portugués de Recife Árbitros: L. Agra y L. Antonio Asistencia: |
| Miranda 12'                  |     | Tibau 9' Mitjans 13', 17' Navarro 28' Molet 36' | Pabellón del Club Portugués de Recife Árbitros: L. Agra y L. Antonio Asistencia: |

| 1 de noviembre de 2007 17:30 |     |          |                                                             |
| Sudáfrica                    | 3-3 | Colombia | Pabellón del Club Portugués de Recife Árbitros: Asistencia: |
|                              |     |          | Pabellón del Club Portugués de Recife Árbitros: Asistencia: |

| 1 de noviembre de 2007 19:30 |      |                |                                                             |
| Chile                        | 15-1 | Estados Unidos | Pabellón del Club Portugués de Recife Árbitros: Asistencia: |
|                              |      |                | Pabellón del Club Portugués de Recife Árbitros: Asistencia: |

| 1 de noviembre de 2007 20:45 |     |                               |                                                                                 |
| Brasil                       | 0-3 | Cataluña                      | Pabellón del Club Portugués de Recife Árbitros: L. Agra y G. Gorina Asistencia: |
|                              |     | Carbó 3' Lladó 7' Mitjans 29' | Pabellón del Club Portugués de Recife Árbitros: L. Agra y G. Gorina Asistencia: |

## Fase final
|  | Semifinales                                                  | Semifinales                                                  |   |                                                              | Final                                                        | Final |  |
|  |                                                              |                                                              |   |                                                              |                                                              |       |  |
|  |                                                              |                                                              |   |                                                              |                                                              |       |  |
|  | Recife, 2 de noviembre Pabellón del Club Portugués de Recife |                                                              |   |                                                              |                                                              |       |  |
|  | Cataluña                                                     | 2                                                            |   |                                                              |                                                              |       |  |
|  | Chile                                                        | 1                                                            |   |                                                              |                                                              |       |  |
|  |                                                              |                                                              |   |                                                              |                                                              |       |  |
|  |                                                              |                                                              |   |                                                              | Recife, 3 de noviembre Pabellón del Club Portugués de Recife |       |  |
|  |                                                              |                                                              |   |                                                              | Cataluña                                                     | 2     |  |
|  |                                                              | Argentina                                                    | 4 |                                                              |                                                              |       |  |
|  |                                                              |                                                              |   |                                                              |                                                              |       |  |
|  |                                                              |                                                              |   |                                                              |                                                              |       |  |
|  |                                                              |                                                              |   |                                                              | Tercer lugar                                                 |       |  |
|  | Recife, 2 de noviembre Pabellón del Club Portugués de Recife | Recife, 2 de noviembre Pabellón del Club Portugués de Recife |   | Recife, 3 de noviembre Pabellón del Club Portugués de Recife | Recife, 3 de noviembre Pabellón del Club Portugués de Recife |       |  |
|  | Brasil                                                       | 5                                                            |   | Brasil                                                       | 8                                                            |       |  |
|  | Argentina                                                    | 6                                                            |   |                                                              | Chile                                                        | 1     |  |

### Del quinto al séptimo puesto
| 2 de noviembre de 2007 10:00 |     |                |                                       |
| Colombia                     | 9-4 | Estados Unidos | Pabellón del Club Portugués de Recife |
|                              |     |                | Pabellón del Club Portugués de Recife |

| 2 de noviembre de 2007 17:00 |     |                |                                       |
| Sudáfrica                    | 8-5 | Estados Unidos | Pabellón del Club Portugués de Recife |
|                              |     |                | Pabellón del Club Portugués de Recife |

### Semifinales
| 2 de noviembre de 2007 20:15 |     |               |                                                                   |
| Cataluña                     | 2-1 | Chile         | Pabellón del Club Portugués de Recife Árbitros: L. Agra y J. Jost |
| Molet 23', 42'               |     | Fernández 29' | Pabellón del Club Portugués de Recife Árbitros: L. Agra y J. Jost |

| 2 de noviembre de 2007 21:30 |     |           |                                       |
| Brasil                       | 5-6 | Argentina | Pabellón del Club Portugués de Recife |
|                              |     |           | Pabellón del Club Portugués de Recife |

### Quinto y sexto puesto
| 3 de noviembre de 2007 19:00 |     |          |                                       |
| Sudáfrica                    | 5-5 | Colombia | Pabellón del Club Portugués de Recife |
|                              |     |          | Pabellón del Club Portugués de Recife |

### Tercer y cuarto puesto
| 3 de noviembre de 2007 20:15 |     |       |                                       |
| Brasil                       | 8-1 | Chile | Pabellón del Club Portugués de Recife |
|                              |     |       | Pabellón del Club Portugués de Recife |

### Final
| 3 de noviembre de 2007 21:30 |     |                                           |                                                                      |
| Cataluña                     | 2-4 | Argentina                                 | Pabellón del Club Portugués de Recife Árbitros: L. Agra y L. Antonio |
| Navarro 18' Masoliver 22'    |     | Morilla 12' Martínez 22' Ordónez 29', 38' | Pabellón del Club Portugués de Recife Árbitros: L. Agra y L. Antonio |

|                   |
| Campeón Argentina |

## Clasificación final
| Equipo | Equipo         | Pts | PJ | PG | PE | PP | GF | GC | DG  | Rend  |
| ------ | -------------- | --- | -- | -- | -- | -- | -- | -- | --- | ----- |
| 1      | Argentina      | 12  | 8  | 5  | 2  | 1  | 57 | 25 | +32 | 75,0% |
| 2      | Cataluña       | 14  | 8  | 7  | 0  | 1  | 52 | 10 | +42 | 87,5% |
| 3      | Brasil         | 11  | 8  | 5  | 1  | 2  | 46 | 22 | +24 | 68,7% |
| 4      | Chile          | 7   | 8  | 3  | 1  | 4  | 36 | 24 | +12 | 43,7% |
| 5      | Colombia       | 6   | 8  | 2  | 2  | 4  | 29 | 48 | -19 | 37,5% |
| 6      | Sudáfrica      | 6   | 8  | 2  | 2  | 4  | 29 | 49 | -20 | 37,5% |
| 7      | Estados Unidos | 0   | 8  | 0  | 0  | 8  | 17 | 90 | -73 | 0%    |

## Máximos goleadores
| Jugador                  | Selección | Goles |
| ------------------------ | --------- | ----- |
| Pablo Saavedra           | Argentina | 16    |
| Lucas Ordóñez            | Argentina | 13    |
| Jordi Molet              | Cataluña  | 12    |
| Claudio Araujo           | Sudáfrica | 11    |
| Ivan Tibau               | Cataluña  | 10    |
| Bruno Matos              | Brasil    | 9     |
| Kleber Gembre            | Brasil    | 9     |
| Nicolás Fernández        | Chile     | 8     |
| Eloi Mitjans             | Cataluña  | 7     |
| Miquel Masoliver         | Cataluña  | 7     |
| Lucas Escaray            | Argentina | 6     |
| Jurandir da Silva "Didí" | Brasil    | 6     |

## Premios
- Máximo goleador:  Pablo Saavedra.[18]
- Mejor jugador:  Lucas Ordóñez.[18]
- Portero menos goleado:  Octavi Tarrés.[18]
- Premio al juego limpio:  Colombia.[18]